# 7485 Чанчунь
7485 Чанчу́нь (7485 Changchun) — астероїд головного поясу, відкритий 4 грудня 1994 року.
Тіссеранів параметр щодо Юпітера — 3,233.